# Odznaka tytułu honorowego „Zasłużony Portowiec Polskiej Rzeczypospolitej Ludowej”
Odznaka tytułu honorowego „Zasłużony Portowiec Polskiej Rzeczypospolitej Ludowej” – jedna z piętnastu odznak tytułów honorowych przyznawanych w PRL, ustanowiona 27 lutego 1982 jako wyróżnienie dla najbardziej zasłużonych pracowników morskich portów handlowych (w uznaniu ofiarnej pracy, mającej wpływ na prawidłowe funkcjonowanie gospodarki kraju oraz na utrwalanie roli i znaczenia Polski jako państwa morskiego), którzy wyróżnili się w okresie wieloletniej pracy szczególnymi osiągnięciami w dziedzinie wydajności pracy, wprowadzania i upowszechniania postępu technicznego, poprawy warunków bezpieczeństwa pracy i podnoszenia kwalifikacji zawodowych portowców.
Tytuł honorowy nadawano z okazji Dnia Portowca (27 czerwca). Odznakę noszono po prawej stronie piersi. Laureatom tytułu przysługiwał dodatek do renty lub emerytury tzw. chlebowy.
Wszystkie tytuły honorowe zostały zlikwidowane 23 grudnia 1992, ustawą z dnia 16 października 1992, pozostawiając dotychczasowym laureatom prawo do ich używania.